# Győző Kulcsár
Győző Kulcsár (ur. 18 października 1940 w Budapeszcie, zm. 19 września 2018 tamże) – węgierski szermierz, szpadzista, wielokrotny medalista igrzysk olimpijskich i mistrzostw świata.
Na igrzyskach olimpijskich w Tokio w 1964 roku Węgrzy w składzie: Győző Kulcsár, Zoltán Nemere, Tamás Gábor, István Kausz i Árpád Bárány zwyciężyli w zawodach drużynowych. Indywidualnie zajął dziewiąte miejsce. Na rozgrywanych cztery lata później igrzyskach olimpijskich w Meksyku wywalczył indywidualnie złoty medal. W rundzie finałowej wygrał obie walki i wyprzedził Hryhorija Krissa z ZSRR i Włocha Gianluigiego Saccaro. Na tej samej imprezie wspólnie z Zoltánem Nemere, Pálem Nagym, Csabą Fenyvesim i Pálem Schmittem zdobył złoty medal. Kolejne dwa medale zdobył na igrzyskach olimpijskich w Monachium w 1972 roku. W rywalizacji indywidualnej zajął trzecie miejsce, w rundzie finałowej wygrywając trzy z pięciu walk; wyprzedzili go tylko Csaba Fenyvesi i Francuz Jacques Ladègaillerie. Ponadto Fenyvesi, Kulcsár, Schmitt, Sándor Erdős i István Osztrics zdobyli drużynowo kolejny złoty medal. Brał też udział w igrzyskach olimpijskich w Montrealu w 1976 roku, w rywalizacji indywidualnej zdobywając brązowy medal. W rundzie finałowej przegrał obie walki i uplasował się za Alexandrem Puschem i Jürgenem Hehnem z RFN. W zawodach drużynowych Węgrzy zajęli tym razem czwarte miejsce.
Podczas mistrzostw świata w Gdańsku w 1963 roku wspólnie z Báránym, Gáborem, Kauszem i Nemere zdobył brązowy medal w zawodach drużynowych. W tej samej konkurencji Węgrzy z Kulcsárem w składzie zdobywali następnie złote medale na mistrzostwach świata w Ankarze (1970), mistrzostwach świata w Wiedniu (1971) i mistrzostwach świata w Hamburgu (1978), srebrne podczas mistrzostw świata w Hawanie (1969) i mistrzostw świata w Göteborgu (1973) oraz brązowe na mistrzostwach świata w Montrealu (1967), mistrzostwach świata w Grenoble (1974) i mistrzostwach świata w Budapeszcie (1975). Nie zdobył medalu w zawodach indywidualnych.
Jego syn, Krisztián Kulcsár, także został szermierzem.

## Medale olimpijskie
Tokio 1964
- szpada drużynowo – złoto

Meksyk 1968
- szpada indywidualnie i drużynowo – złoto

Monachium 1972
- szpada drużynowo – złoto
- szpada indywidualnie – brąz

Montreal 1976
- szpada indywidualnie – brąz